# Narragansett
Los narragansett son una tribu de indígenas algonquinos, cuyo nombre quiere decir «Gente de cabeza pequeña», y que se dividen en ocho grupos tribales, entre ellos los siguientes: narraganssett, shawomet, pawtuxet, coweset, niantick y sakonet.

## Localización
Vivían en la costa occidental de la bahía de Narragansett (Rhode Island). Actualmente, la mayor parte de los supervivientes se concentra en Charlestown (Rhode Island).

## Demografía
En 1600 eran unos 6.000 individuos. En 1880 unos 324 vivían en Charlestown, y hacia 1900 eran probablemente unos 500, muy mestizados. Se calcula que en 1990 había en el rol tribal unos 2.000 individuos. Según datos de la BIA de 1995, la tribu Narragansett de Rhode Island tenía como residentes y en rol tribal a 2.439 individuos.
Según datos del censo de los EE. UU. de 2000, había 2.137 narragansetts puros, 184 mezclados con otras tribus, 1.827 mezclados con otras razas y 194 mezclados con otras tribus y otras razas. En total, 4.342 individuos.

## Costumbres
Eran cazadores de los bosques, como el resto de los pueblos algonquinos de la costa, pero además cultivaban trigo, guisantes y calabazas. 
Sus viviendas eran cabañas de corteza. Los hombres vestían pantalones de piel, polainas y mocasines cómodos, y las mujeres faldillas de piel y mantones o túnicas. Llamaban a los blancos Waumpeshau.
Cada tribu tenía un capitoste, el cual obedecía a un caudillo supremo. Creían en Cautantowwit, dios que les había concedido la semilla del maíz. Chepi era el segundo dios en importancia, y uno de los principales héroes legendarios era el gigante Wetucks o Maushop. También creían en los manitu.

## Historia
Ya se habían establecido en el territorio hacia 10.000 a. C., y de 1.700 a. C. datan los yacimientos de Terminal Bay. Según las leyendas, Tashtasick fue el primer sachem de la tribu. 
Emigraron de Rhode Island a Connecticut Sur, y durante un tiempo fueron el grupo más poderoso de Nueva Inglaterra. Fueron visitados por Giovanni da Verrazzano en 1524, y en 1620 por los peregrinos en Pawtuxet.
Durante un tiempo fueron amigos de los ingleses (a los que llamaban ciauquaquock “gente del cuchillo”) gracias a los oficios de Roger Williams, fundador de la colonia de Rhode Island, y que consiguió en 1636 hacer un pacto con los sachems Canonicus (muerto en 1647) y Miantonomo (muerto en 1643) con tal que no apoyaran a los pequot en 1640. Además, en 1643 escribiría A key into the language of America, donde describe el habla de los narragansett. Así mismo, en 1670 el nuevo jefe narraganssett, Passacus, adoptó el nombre de Canonicus.
En 1621 Canonicus se alió con el wampanoag Massasoit, pero de 1621 a 1643 lucharía contra los wampanoag y pequot, atizados por los colonos. Atacó Sowame, la villa de Massasoit, y comerció con los holandeses. Cuando estalló la guerra pequot, ayudaron a los colonos de Connecticut con el mohegan Uncas. Por el tratado de Shawomet de 1642, Samuel Gorton de Massachusetts les compró tierras de los caudillos Pomham de los Shawomet y Socononoco de Pawtuxet, independientes de Canonicus.
En 1642 el jefe Miantonami viajó al país de los montauk para hacer una alianza contra los blancos, pero en 1643 murió luchando contra Uncas y los mohegans. Por esto, en 1644 los nuevos jefes Passacus y Mixanno se sometieron a los ingleses y les vendieron más tierras, lo que se repitió bajo amenaza en 1650 y en 1660. En 1662 el hijo de Mixanno, Scuttop, fue obligado a ceder más tierras, y en 1664 a declararse súbdito de las colonias, así como vasallo de Rhode Island en 1665.
En 1675 estalló la Guerra del Rey Philip cuando apareció muerto John Sassamon, un indígena cristianizado de Massachusset, quien había acusado a Metacomet de preparar una guerra contra los blancos.
Entonces tenían unos 2.000 guerreros, y los jefes narragansett Ninigreet de los Niantick, Passacus, Canonchet (hijo de Miantonomo), Pomham y Quiapen firmarían el Tratado de Boston, por el cual se mantenían neutrales. Pero más tarde, a causa de las humillaciones sufridas durante la firma del tratado, los jefes Canonchet, jefe supremo y lugarteniente de Metacomet y Nannuttenoo se unieron a los wampanoag en la guerra, y arrastraron a todos los otros excepto la fracción comandada por Ninigreet, que se mantuvo al margen. Antes de la guerra disponían de 5.000 guerreros, pero fueron reducidos a un millar. Desde un principio se impusieron los ingleses, pero en 1675 fueron vencidos en Kingston (Rhode Island), donde murieron o fueron capturados un millar de Narragansetts. El 19 de diciembre de 1675 destruyeron el santuario narragansett, y Canonchet quemó 103 casas de colonos, pero fue hecho prisionero y ejecutado por los ingleses, como también lo fueron sus sucesores Quanopan y Quiapan. Fueron reducidos de 5-7.000 individuos a 200. Muchos otros se juntarían a los mahicano o a los abenaki, o marcharon al Canadá. 
Tras la guerra firmaron el Tratado de Pettaquamscut (1675), y a algunos de los que habían huido al Canadá se les permitió volver.
Ninigret murió viejo, a finales de 1676. Unos 500 niantick se mantuvieron y en 1679 coronaron reina a su hija Weunquesh o Chemunganock, que fue considerada como tal hasta su muerte en 1686. Sus sucesores fueron Ninigret II (1686-1723), quien mantuvo el reino como una reserva, y en 1708 negoció con los blancos ceder toda Rhode Island excepto 64 millas cuadradas de reserva (vendida al estado de Rhode Island en 1880), a pesar de que el Estado de Rhode Island mantendría el control legal. Charles Augustus Ninigret (1723-35) se hizo episcopaliano, y pese a todo estableció en la reserva plantaciones con esclavos negros. Su hermano George Ninigret (1735-46) consiguió que toda la tribu se cristianizara, pero tuvo enfrentamientos con una facción religiosa dirigida por Samuel Niles. Thomas Ninigret (1746-69) hubo de vender las tierras para pagar sus deudas de juego; en 1768 Tobias y John Shattock fueron a Londres para pedir a la reina su destitución, pero murieron de viruela una vez allí. A Esther Ninigret (1769-77) la sucedió George Sachem (1777-79), último sachem hereditario, ya que desde 1779 establecieron un gobernador para la tribu. 
Hacia 1788 la mayor parte fue hacia Nueva York con otros miembros de tribus algonquinas neutrales, encabezadas por el mohegan Samson Occom, que se unieron a los oneida y formaron la tribu Stockbridge-Brothertown, reconocida en 1830-1840, con los restos de los montauk, pequot y mohegan. En 1810 murió el último hablante de narragansett, y en 1812 el jefe Benny Onion luchó con el ejército de los EE. UU. en la Guerra contra Gran Bretaña.
En 1849 redactaron una nueva constitución, merced a la cual constituyeron un Consejo de 5 miembros electos y el control de la madera por el Indian Cedar Swamp. Se calculaba que en 1859 había 147 en Charlestown, muy mestizados con negros.
Hacia 1870 Rhode Island decidió destribalizarlos, a pesar de la oposición de los miembros del Consejo Tribal Joshua H. Noka y Daniel Sekater. Entonces eran 324, y en 1879 les aplicaron un acuerdo por el cual les tomaban los 922 acres que les quedaban a cambio de 5.000 $ (15,435 acres por persona). En 1884 Gideon Ammons, último presidente tribal, presidió la ceremonia en el parque Fort Ninigret, en su antiguo territorio. Según el censo de 1885, había 199 indígenas en Rhode Island.
En 1920 se unieron al Algonkin Council of Indian Tribes. En 1934 fueron retribalizados, pero solo se consideraron miembros de la tribu a los descendientes de aquellos que lo eran en 1885, al tiempo que elegían un sachem hereditario. Y en 1935-1936 editaron la revista Narragansett Dawn, por Princess Red Wing, que facilitó el renacimiento de las costumbres indígenas entre ellos.
En 1960 unos 250 miembros de la Narragansett Association of Rhode Island se mostraron partidarios de restablecer la identidad tribal, pero la mayoría están muy mestizados. Durante los años 70 Ella y Eric Thomas Sekatau reconstruyeron villas indígenas en Nueva Inglaterra, y en 1973 participaron en la marcha indígena en Washington. El 8 de enero de 1973 el tribunal de Rhode Island les devolvió 3200 acres que les tomaron en 1790, como ya en 1978 habían hecho con 1800 más a los passamakoddy. En 1986-1988 David Mars, descendiente de Niles, se hizo jefe de la tribu narragansett, hasta que fue sustituido por Walter Babcock. 
Actualmente el jefe es Matthew Thomas (E nada wushawunun o Seventh Hawk), pero el miembro más destacado de la tribu es Paulla Dove Jennings.